# Toda mi verdad
Toda mi verdad – siódmy album studyjny hiszpańskiej piosenkarki Pastory Soler, wydany 5 czerwca 2007 przez wytwórnię Warner Music Spain.
Album składa się z dziesięciu utworów, przy których tworzeniu czynny udział brała sama piosenkarka, a tytułowa piosenka „Toda mi verdad” jest jej autorstwa. Oprócz Soler autorem kompozycji na płytę był m.in. Antonio Martínez-Ares. Z kolei produkcją albumu zajmował się Jacobo Calderón.
Wydawnictwo znalazło się na 13. miejscu na oficjalnej hiszpańskiej liście sprzedaży.

## Lista utworów
| Nr  | Tytuł                       | Tekst                             | Muzyka                            | Czas  |
| --- | --------------------------- | --------------------------------- | --------------------------------- | ----- |
| 1.  | „Qué va a ser de mí”        | Antonio Martínez-Ares             | Antonio Martínez-Ares             | 3:52  |
| 2.  | „Tontas canciones de amor”  | Antonio Martínez-Ares             | Antonio Martínez-Ares             | 3:49  |
| 3.  | „Llora”                     | Antonio Martínez-Ares             | Antonio Martínez-Ares             | 4:09  |
| 4.  | „Quién”                     | David Santiesteban                | David Santiesteban                | 3:27  |
| 5.  | „Por las mañanitas”         | Pablo Ortega, David Santiesteban  | David Santiesteban                | 4:07  |
| 6.  | „Tres mil besos tarde”      | Antonio Martínez-Ares             | Antonio Martínez-Ares             | 4:09  |
| 7.  | „Dime, dime que me quieres” | Antonio Martínez-Ares             | Antonio Martínez-Ares             | 3:37  |
| 8.  | „Por si volvieras”          | Carlos J. Molina, Antonio Ferrara | Carlos J. Molina, Antonio Ferrara | 3:57  |
| 9.  | „Lo único que sé”           | Antonio Martínez-Ares             | Antonio Martínez-Ares             | 4:01  |
| 10. | „Toda mi verdad”            | Pastora Soler                     | Antonio Ferrara                   | 3:32  |
|     |                             |                                   | Całkowita długość:                | 38:40 |

## Pozycja na liście sprzedaży
| Kraj      | Lista sprzedaży (2007) | Najwyższa pozycja |
| --------- | ---------------------- | ----------------- |
| Hiszpania | PROMUSICAE             | 13                |